# Gösta Berggren
Olof Gustaf (Gösta) Adolf Berggren, född 27 juli 1910 i Kila församling, Västmanlands län, död 21 juni 2002, var en svensk läkare.
Berggren, som var son till folkskollärare Valfrid Berggren och Elevi Jansson, blev efter studentexamen i Västerås 1929 medicine kandidat 1932, medicine licentiat vid Uppsala universitet 1937 och medicine doktor i Stockholm[var?] 1957 på avhandlingen Demographic studies on carcinoma of the uterine cervix in Sweden. Han var vikarierande underläkare på olika sjukhus 1938–1941, vid kirurgiska avdelningen på Södertälje lasarett 1941–1942, andre underläkare vid kirurgiska avdelningen på Umeå lasarett 1942–1945, vid obstetrisk-gynekologiska avdelningen på Sundsvalls lasarett 1945–1946, förste underläkare vid kvinnokliniken på Södersjukhuset 1947–1951, vid gynekologiska avdelningen på Radiumhemmet 1951–1952, vid kvinnokliniken på Södersjukhuset 1952–1957, biträdande överläkare vid obstetrisk-gynekologiska avdelningen på Linköpings lasarett 1957–1967 och överläkare vid kvinnokliniken på Eksjö lasarett 1967–1977. Han är begravd på Skogskyrkogården i Stockholm.